# Quicksilver (Marvel Comics)
Quicksilver (bra: Mercúrio) é um personagem fictício das histórias em quadrinhos publicadas pela editora Marvel Comics. Foi criado por Stan Lee e Jack Kirby como vilão, herói e membro temporário dos X-Men, mas depois se tornaria herói e membro dos Vingadores. Mercúrio (também conhecido no Brasil como Relâmpago, Homem-Relâmpago e Raio Prateado) tem como nome verdadeiro Pietro Maximoff, irmão gêmeo de Wanda, a Feiticeira Escarlate, e possui super-velocidade, sendo o herói mais veloz da Marvel Comics.
Em 2015, foi revelado que Pietro e sua irmã Wanda não são Mutantes como se pensava anteriormente. Por causa dessa reviravolta, eles não podem ser considerados filhos do Magneto. O Alto Evolucionário sequestrou os gêmeos, aprimorou-os geneticamente, dando-lhes seus poderes e depois devolveu-os para seus pais adotivos, Django e Marya Maximoff. Com isso, a história envolvendo Magneto está oficialmente apagada da cronologia.

## Biografia ficcional do personagem
Pietro Maximoff foi sequestrado e levado a Montanha Wundagore, base do Alto Evolucionário. Ele, e sua irmã gêmea, Wanda, eram filhos de Natalya Maximoff, que coincidentemente era uma bruxa. Com a morte dela, foram tomados pelo seu irmão, Django. O Alto Evolucionário supostamente abduziu os gêmeos quando eram bebês e fez experiências neles, uma vez que estava enojado com os resultados, ele os devolveu a Wundagore, disfarçados como mutantes regulares.
O casal Django e Marya Maximoff criaram os dois como se fossem seus filhos e acompanharam o grupo cigano que Django liderava. As crianças foram nomeadas de Pietro e Wanda.
Quando se tornaram adolescentes, descobriram que tinham talentos peculiares. Quando Django começou a roubar para alimentar sua família faminta, aldeões enfurecidos atacaram o acampamento cigano. Usando sua velocidade fenomenal, Pietro fugiu do acampamento com sua irmã. As circunstâncias foram traumáticas com a separação de sua família, passando os anos seguintes andando pela Europa contando apenas um com o outro. Pietro e Wanda um dia encontraram o professor Charles Xavier que lhes fez a oferta de ingressarem em sua escola. Mas Pietro foi contra e eles recusaram o convite.

### Irmandade de Mutantes
Os dois irmãos foram atacados por supersticiosos que viram Wanda usar seu poder. Só foram salvos da multidão graças a intervenção de Magneto. Sem saber da relação de pai e filhos que existia entre eles, os jovens ingressaram enfim na Irmandade de Mutantes, como forma de pagar a dívida por suas vidas. E, desde então, os gêmeos assumiram os nomes de Feiticeira Escarlate e Mercúrio
Apesar de discordarem dos métodos de Magneto, durante meses eles o serviram por obrigação e medo de sua represália. O irritado Pietro protegia sua irmã de Groxo e Mestre Mental, seus colegas de equipe dos quais não gostava nada. Os X-Men eram seus adversários frequentes.
Assim como os principais inimigos dos X-Men na época, a irmandade (menos Magneto) foi capturada pelos Sentinelas de Larry Trask e só conseguiram sair quando os X-Men derrotaram os Sentinelas.
A irmandade se desfaz quando são derrotados pelo alienígena conhecido como O Estranho. Com Magneto e Groxo capturados e Mestre Mental transformado em pedra, Mercúrio e sua irmã abandonam a vida de vilões.

### Vingadores
Em uma reunião entre os Vingadores, alguns integrantes resolvem se afastar da equipe, os irmãos se candidatam a Vingadores, Pietro dá uma demonstração de sua velocidade, correndo em volta da limusine em movimento.
Foram incluídos junto com Gavião Arqueiro para substituir os membros que desejaram uma licença de ausência. Homem de Ferro apresenta para a imprensa a nova formação dos Vingadores.
A aceitação da população aos irmãos então considerados mutantes só chegou depois de algumas missões.
O jeitão arrogante de Mercúrio não o torna um dos Vingadores mais queridos dos demais membros mas mesmo assim, diferente do tempo de Irmandade, os irmãos tornaram-se amigos íntimos de muitos dos integrantes.
Wanda e Pietro são capturados e enviados a Galáxia Skrull, o Imperador Skrull tortura os dois para que o Capitão Marvel revele o segredo Kree de comunicação entre as mais longínquas Galáxias.
Sua irmã começa a se sentir atraída pelo sintozóide e colega de equipe Visão. Mercúrio desaprova a relação.

### Casamento
Mercúrio foi gravemente ferido por um ataque das Sentinelas, os Vingadores não conseguiram acha-lo, ele foi salvo e tratado por Cristalys membro da família real dos Inumanos, durante esse tempo Mercúrio tornou-se romanticamente envolvido com Cristalys, os dois decidem se casar. Tocha Humana, o ex-namorado de Cristalys, tem uma batalha fútil com Mercúrio, até que aceita o fim do relacionamento que tinham.
O casamento de Cristalys e Mercúrio é o primeiro casamento entre um inumano e um humano (embora um humano então considerado mutante).
O casamento ocorreu no refúgio dos Inumanos em Attilan, durante o casamento foram atacados por Ultron. Reed coloca em curso um ousado plano para transplantar a cidade dos Inumanos para um lugar mais seguro, a Lua. Mudaram-se para Lua e, não muito tempo depois, veio o nascimento de sua filha, Luna.
O mais curioso desta relação foi a descoberta de que, ao se cruzar os genes mutantes com os genes inumanos, a união gera um humano normal, ou seja, Luna é uma humana completamente normal, sem nenhum poder, desprovida de qualquer herança genética tanto do pai mutante, quanto da mãe inumana.
Wanda e seu recém marido Visão visitam Pietro na lua para conhecer Luna, Pietro se redime e passa a tratar bem o Visão.
Em seguida, uma outra chegada, Magneto chega a Lua e revela ser pai de Wanda e Pietro e conhece sua neta. Pediu que se unissem mais uma vez a ele, porém os irmãos recusaram a oferta.
Mercúrio ofereceu seus serviços à milícia dos Inumanos e logo tornou-se um oficial, durante o período de seus serviços, no entanto, os Inumanos não tiveram nenhuma atividade militar. Porém, a negligência de Mercúrio com Cristalys a fez se envolver com um humano corretor de imóveis, ao descobrir a traição, recusou perdoa-la.
Seu ódio e sentimento de rejeição e abandono de todos os seus aliados e ainda com a influência causada pela manipulação mental do malévolo primo de Cristalys, Maximus, o fez se revoltar. Em sua vingança a todos que o abandonaram, difama os Vingadores, fazendo-os serem presos pela Força Federal, a equipe mutante do governo. Depois lidera os Pecadores Cardeais, (vilões baseados nos signos) contra os Vingadores. Depois, a influência de Maximus decaiu e Pietro abandonou sua nova carreira criminosa. O Inumano monarca Raio Negro ordenou que Mercúrio se reconciliasse com Crystalis, que fracassou na primeira tentativa.

### Vingadores da Costa Oeste
Mercúrio uniu-se os Vingadores da Costa Oeste por um tempo, e eventualmente Cristalys foi a Terra junto com Luna, e uniu-se aos Vingadores.

### X-Factor
Logo depois, foi convidado a ser um operativo especial do governo dos Estados Unidos em uma nova versão do X-Factor que veio para substituir a Força Federal, antiga equipe mutante do governo. Mercúrio e Cristalys outra vez tentaram uma reconciliação, que desta vez foi bem sucedida.
O mutante Fabian Cortez sequestra Luna, e X-Men e Vingadores se aliam para resgatá-la.

### De volta aos Vingadores
Mercúrio deixou X-Factor e outra vez tornou-se afiliado com sua esposa nos Vingadores. No entanto, sua felicidade foi breve, estava entre os heróis não-mutantes que aparentemente se sacrificaram para acabar com a ameaça do poderoso Massacre.

### Cavaleiros de Wundagore
Durante a ausência de sua esposa, Mercúrio recebeu um pedido do Alto Evolucionário para tornar-se líder de uma pequena faixa de seus Cavaleiros de Wundagore, animais que o geneticista tinha dotado com inteligência humana e formas humanóides, Mercúrio aceitou e agora dirige os Cavaleiros em batalhas. Mercúrio e Cristalys alegremente foram reunidos depois que ela e os outros Vingadores perdidos finalmente retornaram a sua terra natal.

### Dinastia M
Os X-Men e os Vingadores decidem ir até Genosha e discutem o que fazer com a agora insana Feiticeira Escarlate, ex-vingadora e heroína então considerada mutante. Pietro com sua velocidade chega antes de todos e encontra com seu pai, Magneto, para tentar salvar a vida de sua irmã gêmea. O pai diz que não pode fazer nada - Ele sai inconsolável - Influenciada pelo seu irmão Pietro, altera toda a realidade para uma utopia Mutante sob o comando de Magneto.
No fim da Dinastia M, Wanda com apenas três palavras oblitera o gene mutante transformando a maioria dos mutantes em humanos comuns, inclusive Pietro.

### Pós Dia M
Pietro se orgulhava de ser mutante, de ser muito ágil e sagaz. Agora, vivia humilhado e desprezado nas ruas do bairro conhecido anteriormente como Distrito X, a Cidade Mutante. Ele perdeu não apenas seus poderes, mas tudo que lhe fazia se sentir importante. No pior momento de sua vida, próximo a desistir da própria vida, surge uma oportunidade de recuperar seus poderes.
Pietro vai até a Lua, rouba um pouco dos vapores responsáveis pela Terrigênese dos Inumanos e foge de lá com sua filha Luna. Adquire uma versão deturpada de seus poderes inalando a névoa. Agora, ele está decidido a transformar a vida de todos os ex-mutantes no esforço de compensar sua culpa de perderem os poderes.
Vai até Genosha e lá dá os poderes para alguns mutantes como Callisto e Unus. Mas as consequências foram desastrosas, A sensibilidade perceptiva de Callisto amplia muito mais do que ela pode suportar e Unus morre vítima de seu próprio poder. Os Inumanos saem à caça de Pietro para tentar recuperar Luna e as Névoas de Terrigênese. Contudo, a UNI alega ser aquilo uma arma de destruição em massa, portanto, uma ameaça, também estava de olho e consegue adquirir o artefato.
Pietro não desiste de ser o salvador da raça mutante, diz a Rictor que pode dar seus poderes de volta mas ele, desconfiado, não lhe dá muito ouvidos.

### Guerra Silenciosa
Com as névoas terrígene nas mãos da organização do governo UNI, os EUA entram numa Guerra Fria com os Inumanos. Mercúrio volta para o Distrito X e lá, depois de muito refeletir, concluiu que deveria se unificar ao pouco que lhe sobrou do cristal. E foi o que fez, cravou em seu peito todo o restante dos cristais.
Raio Negro se descontrola quando ele e outros Inumanos encontram Pietro e vêem a heresia que fez. Homem Múltiplo e Layla Miller conseguem evitar que os Inumanos acabem com Pietro, para piorar, tem uma crise de ciúmes quando vê o jovem inumano Jolen flertando com sua esposa e o ataca. Irritada Cristalys termina definitivamente com Mercúrio. Seu casamento com Cristalys foi anulado e perdeu os direitos sobre a filha e nem poderá vê-la. Além de tudo, será sentenciado a morte caso volte a Attilan.

### Célula X
O grupo de ex-mutantes criminosos conhecidos como Célula X e liderados por Elijah Cross acreditavam que os poderes mutantes foram “desligados” pelo governo americano. A equipe vai até Mercúrio para restabelecer seus poderes mutantes. Tudo isto a contragosto de Callisto, que lembra a desastrosa tentativa de recuperar os poderes anteriormente, mas Pietro diz sobre ela não ser digna e que Callisto foi vítima de seu “processo de aprendizagem”. Segundo ele, para refinar o processo, precisaria de um intermediário, alguém que fosse um catalisador, que receberia o poder dele, passando-o para o beneficiado, e esse alguém seria Rictor. Pietro concede os poderes a equipe menos a Callisto e Medula. Novamente o poder causa reações adversas matando Elijah incinerado. Rictor tem um lampejo de poder e usou em Pietro que acabou espelindo todo os cristais de seu corpo. Mercúrio perdeu seus cristais e, por consequência, seus poderes vindos dos cristais.

### Poderes recuperados
Depois que Rictor retirou seus cristais, tentou assassinar Layla Miller em um parque de diversões sem sucesso, ela fugiu e ele foi preso, na prisão ele teve visões com Wanda, Crystal, Luna, Magneto e a própria Layla Miller, que fez aparecer uma borboleta e o mandou seguí-la.
A borboleta o levou até a janela da prisão onde viu uma mulher sendo espancada pelo namorado, que a jogou de cima de um prédio, misteriosamente seus poderes mutantes voltaram, e ele conseguiu fugir da prisão e resgatar a mulher.

### Poderosos Vingadores
Mercúrio é capturado para ser utilizado como recipiente para Chthon que perturbou todo o planeta com a magia do caos. Com uma nova equipe de Vingadores, Hank Pym consegue recolocar Mercúrio em seu corpo mas, ao ver que a Feiticeira Escarlate que está guiando este grupo, começa a persegui-los por todo o mundo para conseguir descobrir mais sobre a atual situação que sua irmã se encontra. Ficou muito nervoso quando descobriu que sua irmã era Loki disfarçado. Passou então a viver um surto doentio de reencontrar sua irmã.
Amadeus Cho reúne os Vingadores para uma última missão: Defender Asgard dos Thunderbolts durante o Cerco de Norman Osborn.

### Cruzada das Crianças
Procurava sua irmã em Wundagore quando conhece seus sobrinhos Wiccano e Célere que também queriam encontrá-la junto com os Jovens Vingadores e Magneto.
Eles descobrem que Wanda que estava em Wundagore era apenas um destinobô. Vendo que Dr. Destino está envolvido, eles vão até a Latveria, lá a verdadeira Wanda se encontra sem memória e prestes a se casar com Dr. Destino.
Mercúrio tenta enconbrir os seus atos, dizendo que também foi substituído por Skrulls mas a verdade começa a aparecer quando se torna tutor da academia Vingadores e a inteligente Tática percebe que não se passava de uma farsa.

## Poderes e Habilidades
Fisiologia de velocidade: No primeiro capítulo de Quicksilver No Surrender sua velocidade ganhou uma atualização, passando a ser incalculável, agora ele não tem mais barreiras mentais que o impedem de ultrapassar seus limites. O corpo de Pietro é adaptado para os rigores da corrida de alta velocidade. Seus sistemas cardiovasculares e respiratórios são muitas vezes mais eficientes do que os de um ser humano normal. Ele metaboliza uma estimativa de 95% do conteúdo calórico dos alimentos (Os seres humanos normais usam cerca de 25%). Os processos químicos da musculatura do Mercúrio são tão altamente avançados que seu corpo não gera venenos de fadiga, o normal de subprodutos de locomoção, o que força o corpo para descansar. Em vez disso, seu corpo expele constantemente os resíduos durante a sua respiração acelerada através da expiração. As juntas são mais suaves e lubrificadas de forma a ser mais eficientes do que os de um ser humano normal. Seus tendões tem resistência à tração do aço de mola. Seus ossos contêm materiais desconhecidos significativamente mais duráveis do que o cálcio para suportar os choques dinâmicos de seus pés tocando o chão em velocidades altas, um ser humano nunca poderia alcançar ou suportar o tempo de reação prática do Mercúrio, é várias vezes mais rápido do que um ser humano normal e a velocidade com que seu cérebro processa a informação é aumentada para um nível compatível com a sua velocidade corporal, permitindo-lhe perceber o seu entorno ao viajar em velocidades elevadas. A lacrimosa do Mercúrio é mais viscosa do que o normal, evitando assim a evaporação rápida e reposição de fluidos da superfície em seus globos oculares sob a influência da velocidade do vento, para ocluir a sua visão, quando usa seus poderes pode ver o mundo em plena lentidão, podendo desviar de qualquer ataque como balas, podendo até mesmo segurá-las. Pode acelerar as moléculas atômicas de seu corpo e de objetos sólidos fazendo com que se quebrem apenas os tocando, também já usou essa habilidade para voar. Girando os braços e correndo em círculos pode criar tornados ou planar. Aprendeu várias técnicas de defesa pessoal com Steve Rogers.

## Outras versões

### Ultimate Marvel
No universo Ultimate, Mercúrio participa da irmandade e para libertar prisioneiros mutantes. Ele e sua irmã Feiticeira Escarlate se unem aos Supremos (Os Vingadores desse mundo) e se tornam membros importantes como no universo original. Pietro e Wanda tem uma relação amorosa, o que enojava os outros membros da equipe. Durante um bom tempo ajudaram o mundo contra os perigos que Loki queria trazer para à Terra, até que Wanda foi morta por um tiro. Pietro entrou em total depressão, e mais tarde, foi morto também protegendo seu pai.

## Em outras mídias

### Televisão
- Mercúrio apareceu no segmento "Capitão América" da série animada The Marvel Super Heroes, com a voz fornecida poe Len Carlson. Nesta versão, ele é um membro dos Vingadores.
- Mercúrio apareceu em três episódios de X-Men: Animated Series, como um membro da Irmandade de Mutantes, onde contracenava com Groxo, Blob e Avalanche. Teve a voz fornecida por  Adrian Egan e Paul Haddad.
- Em X-Men: Evolution, ele é um jovem que acaba de descobrir seus poderes, mas os usa para servir a Irmandade, que é comandada por Mística. No desenho, ele contracena mais com sua irmã, a Feiticeira Escarlate. Teve a voz fornecida por  Richard Ian Cox.
- Em Wolverine and the X-Men ele pertence à Irmandade de Mutantes composta por Groxo, Dominó, Blob, Avalanche e Vampira. Teve a voz fornecida por  Mark Hildreth.
- Mercúrio aparece em um episódio de The Super Hero Squad Show. Teve a voz fornecida por Scott Menville.
- Evan Peters aparece como Pietro Maximoff na série do Universo Cinematográfico Marvel no Disney+, WandaVision (2021).[3] Esta versão é um ator chamado Ralph Bohner, que Agatha Harkness colocou sob controle mental e enviou para personificar Pietro para descobrir como e por que Wanda mudou Westview. O próprio Pietro aparece como uma criança na série em flashbacks antes de ser libertado por Monica Rambeau.

### Filmes
A Marvel licenciou os direitos de filmes da franquia X-Men e conceitos relacionados, como mutantes, para a 20th Century Fox. Fox criou uma série de filmes baseada na franquia. Anos depois, a Marvel começou sua própria franquia de filmes, o Universo Cinematográfico Marvel, focado nos personagens que eles não tinham licenciado para outros estúdios, como os Vingadores. O núcleo principal desta franquia foram os Vingadores, tanto em filmes independentes quanto no sucesso do filme The Avengers (2012). Mercúrio e a Feiticeira Escarlate foram contestados pelos dois estúdios. A Fox reivindicaria os direitos sobre eles porque ambos eram mutantes e filhos de Magneto, o vilão da maioria de seus filmes, e a Marvel reivindicaria esses direitos porque a história editorial dos personagens das histórias em quadrinhos é mais associada aos Vingadores do que os X-Men. Os estúdios fizeram um acordo para que ambos usassem os personagens. Foi feito sob a condição de que os enredos não fizessem referência às propriedades dos outros estúdios: os filmes da Fox não podem mencioná-los como membros dos Vingadores, e os filmes da Marvel não podem mencioná-los como mutantes ou filhos de Magneto.
- Uma versão de Mercúrio aparece nos filmes live-action da Fox,  X-Men: Dias de um Futuro Esquecido (2014), X-Men: Apocalipse (2017) e X-Men: Dark Phoenix (2019), interpretado por Evan Peters.[5][6][7] Em Dias de um Futuro Esquecido , Mercúrio é retratado como um adolescente americano chamado Peter Maximoff e um conhecido de Logan no futuro. Maximoff é alistado por Wolverine, Charles Xavier e Fera para tirar Magneto da prisão. O diretor Bryan Singer filmou todas as cenas de Mercúrio em 3.600 quadros por segundo para demonstrar sua supervelocidade.[8] Retornando em Apocalipse, Mercúrio assume um papel narrativo muito maior,[9] resgatando quase todo o corpo discente da Escola Xavier sozinho de uma explosão inadvertidamente causada por Destrutor. Mercúrio continua a participar da batalha final com Apocalipse antes de se juntar aos X-Men recém-reformados. Ele também soube que Magneto é seu pai, mas optou por não contar a ele. Mercúrio também faz uma breve aparição no filme live-action Deadpool 2 (2018), junto com outros membros da equipe de Apocalipse.[10]
- Aaron Taylor-Johnson  assinou contrato para interpretar Mercúrio em Vingadores: Era de Ultron  (2015),[11][12] e apareceu pela primeira vez em uma cena de meados de créditos para o  Capitão América: O Soldado Invernal (2014).[13] Em A Era de Ultron, Pietro Maximoff e sua irmã Wanda são voluntários de Hidra, ambos adquirindo superpoderes após se oferecerem para serem experimentados.[14] Guardando um ódio vitalício pelo fabricante de armas americano Tony Stark, cujas bombas mataram seus pais, eles se aliaram a Ultron contra os Vingadores antes de desertar para eles mais tarde. No conflito final com Ultron, Mercúrio morre ao salvar o Gavião Arqueiro e uma criança pequena. Apesar de Taylor-Johnson ter assinado um acordo multi-imagem, o produtor Kevin Feige afirmou que não há planos para Mercúrio aparecer em futuros filmes da Marvel Studios.[15] Após a aquisição da divisão de filmes da Fox pela Disney, Taylor-Johnson foi questionado se ele poderia retornar ao papel, com a implicação de que a versão concorrente de Evan Peters desempenhou um papel na declaração anterior de Feige. Embora tenha expressado a convicção de que ambas as partes estavam abertas à possibilidade no futuro, Taylor-Johnson reiterou que não havia planos imediatos para ele repetir seu papel - especificamente abordando a especulação de que ele apareceria em WandaVision da Disney +.[16] Embora Taylor-Johnson não repetisse seu papel na série, o personagem retornaria, retratado por Evan Peters com um reconhecimento de sua mudança na aparência.[3]

### Videogames
- Mercúrio é um coadjuvante em Capitain America and the Avengers.
- Mercúrio tem uma breve aparição sendo sequestrado em X-Men Legends II: Rise of Apocalypse.
- Mercúrio é um chefe nas versões de PSP, PS2, e Wii de Marvel: Ultimate Alliance 2
- Mercúrio é um personagem jogável em Marvel Super Hero Squad: The Infinity Gauntlet, Marvel: Avengers Alliance, Lego Marvel Avengers e Marvel Super Hero Squad Online.
- Mercúrio aparece em X-Men: Destiny.
- Mercúrio é um personagem jogável em Marvel: Future Fight e Marvel Puzzle Quest, para dispositivos móveis.